# Wirnotine
Die sorbische Siedlung Wirnotine lag im Gebiet der heutigen westlichen Friedrichstadt in Dresden etwa zwischen der heutigen Flügelwegbrücke und dem heutigen Alberthafen. Sie wurde vermutlich nach einem slawischen Lokator und Ortsgründer „Vernota“ benannt. Von der zwischen 1350 und 1470 wüst gefallenen Ortschaft existieren keinerlei Überreste mehr.
Wirnotine wurde in einer Papsturkunde von Innozenz II. vom 27. Februar 1140 erwähnt. Der Papst bestätigte angeblich auf Antrag des Domstiftes Meißen von Ende 1139 diesem den Besitz von Wirnotine (die Wüstung Wernten) in burcwardo Bresnice und eine Reihe weiterer Besitzungen.
Die Papsturkunde von 1140 ist nicht unumstritten. Während einige Historiker die Erwähnung der Ortschaft Hermanni villa als Beweis für einen deutschen Landesausbau bereits vor 1139/1140 sehen, bewerten andere Historiker die Erwähnung dieses Ortes in dem Diplom von 1140 als ahistorisch und somit eher als einen Beweis dafür, dass diese Papsturkunde von den Meißner Bischöfen (mindestens Jahrzehnte später) gefälscht wurde. Ein Fälschungskomplex mit auf das 10. Jahrhundert gefertigten Grenzurkunden des Bistums Meißen entstand 1250, um 1140 entstand ein Fälschungskomplex auf die Jahre 1071 und 1091 wahrscheinlich nur deshalb, um sich in dem Streit mit dem Markgrafen von Meißen um Besitz, Rechte und Einfluss in dem 1142 deutsch gewordenen Gau Nisan Vorteile zu verschaffen. Dieser Streit musste mit Königsurkunde von 1144 geschlichtet werden, wobei die Entscheidung sehr zugunsten des Hochstiftes ausging.
Da weder Einigkeit darüber herrscht, ob diese Papsturkunde eine Fälschung ist, noch welchem Fälschungskomplex sie dann zuzuordnen wäre, fällt eine historische Einordnung schwer. Andere Nachrichten über Nisan aus dem 12. Jahrhundert stehen nicht zur Verfügung, eine verlässlichere Kette an Dokumenten setzt erst wieder zu Beginn des 13. Jahrhunderts ein.
Unter Einbeziehung des Fälschungskomplexes der 1140er Jahre auf die Jahre 1071 und 1091 lässt sich vermuten, dass zu diesem Zeitpunkt möglicherweise die bis dahin der böhmischen Herrschaft unterstandene elbsorbische Siedlung in den Machtbereich des Bistums Meißen gelangte. Der Übergang an das Bistum Meißen kann sich aber auch Jahrzehnte später, womöglich sogar im 13. Jahrhundert abgespielt haben. Eine nächste urkundliche Erwähnung erfolgte erst wieder zu 1241 als villa Werentin.
1350 wird die Siedlung als Werntyn letztmals als bestehendes allodium erwähnt, (um) 1470 lag sie bereits wüst: Werntyn, ist wuste.
Eine Vermutung, dass das damalige Werntyn „wahrscheinlich im 14./15. Jahrhundert einem Hochwasser zum Opfer“ fiel und „nicht wieder aufgebaut“ wurde, ist weniger wahrscheinlich. Zum einen waren die sorbischen Ortsgründungen hochwassersicher, zum anderen fand nach dem Deutschwerden von Nisan ab 1142 ein verstärkter Konzentrationsprozess altslawischer Siedlungen mit dem Auflassen alter Weiler und kleinerer Dörfer statt, um klar geformte Bauerndörfer zu schaffen. Ein Merkmal dieses Prozesses war der Übergang des Bodens an neue Eigentümer. Die Flur des damaligen Werntyn ging zunächst (teilweise) an Ockerwitz und später dann komplett in das Ostravorwerk und an die Gemeinde Friedrichstadt über.
1529 war die damals als Wernten bezeichnete Flur ein aufgeteiltes Vorwerk, welches 1559 in der Grundherrschaft des Domkapitels Meißen nachweisbar ist.
Letztmalige Erwähnung fand die Flur Wernten 1564 und 1568 in der Form Wermttem.